# Cimetière de les Corts
Le cimetière de les Corts est un cimetière monumental de la ville de Barcelone.
Géré par la mairie de Barcelone, il est situé dans le district de Les Corts.
Connu pour son style moderniste, il est l'un des cimetières remarquables de la ville.

## Accès
Il est desservi par la station de métro Les Corts.

## Personnalités inhumées
- Madame Renaud (1868-1961), de son vrai nom Ana Renaud Montané, styliste;
- Prudenci Bertrana (1867-1941), écrivain et journaliste, personnalité du modernisme catalan[4];
- Frederic Marès (1893-1991), sculpteur et collectionneur d'art;
- Roser Coscolla i Ferrer (1903-1991), actrice;
- Agustí Centelles (1909-1985), photographe;
- Francisco Darnís (1910-1966), dessinateur;
- Miguel Gila (1919-2001), dessinateur et comédien;
- László Kubala (1927-2002), joueur de football du FC Barcelone.